# Arseňjev
Arseňjev (rusky Арсе́ньев) je město v Přímořském kraji na východě Ruské federace. Roku 2016 zde žilo 53 083 obyvatel.
Město je ekonomicky zcela závislé na existenci dvou velkých podniků, které byly také hlavní příčinou jeho rozvoje - letecký závod Progress a strojírenský závod Askold.

## Poloha
Arseňjev leží v jihozápadním předhůří pohoří Sichote-Aliň na Arseňjevce, levé zdrojnici Ussuri. Od Vladivostoku, správního střediska kraje, je vzdálen 160 kilometrů severovýchodně. Nejbližším městem je Spassk-Dalnij šedesát kilometrů na severozápad.

## Dějiny
Ruští osadníci založili na místě dnešního města v roce 1902 osadu Semjonovka (Семёновка). Ta se v roce 1938 sloučila se sousední osadou a v roce 1952 se stala městem, přičemž byla při té příležitosti přejmenována k poctě cestovatele a etnografa Vladimira Klavdijeviče Arseňjeva.

## Symbolika města
Městské symboly pochází z roku 1970, od té doby z nich byl pouze odstraněn název města.
Modré pole znaku a vlajky souvisí s průmyslovým charakterem města, symbolizuje jednak nebe (výroba letecké techniky), jednak moře (výroba lodí). Ozubené kolo symbolizuje význam města coby strojírenského centra s bohatými průmyslovými tradicemi. Zelený kopec představuje sopku Obzornaja, dominantu města a okolí. Jehličnatá větvička potom poukazuje na bohatství přímořské tajgy.

## Galerie

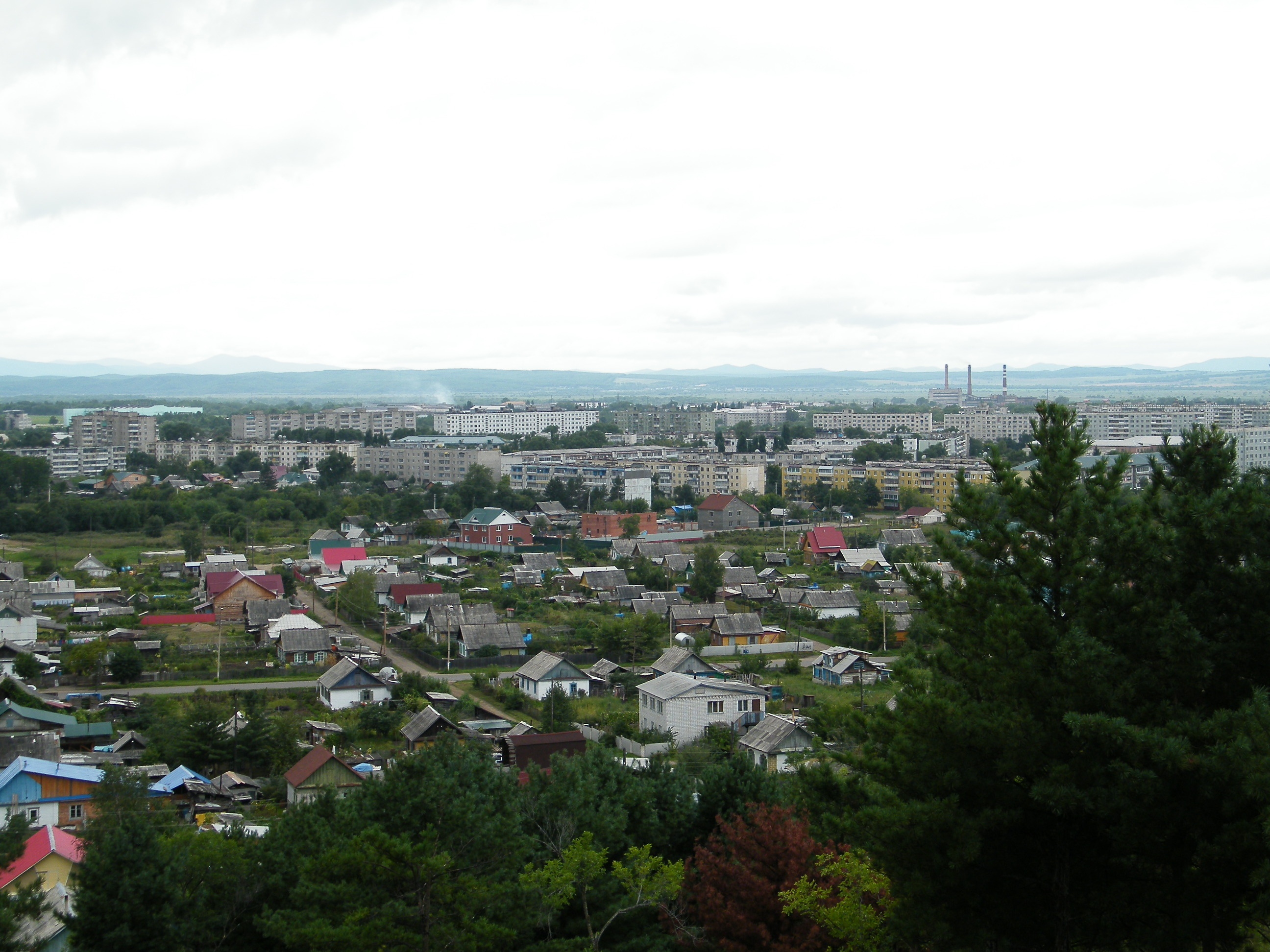
Pohled z menší sopky na kraji města
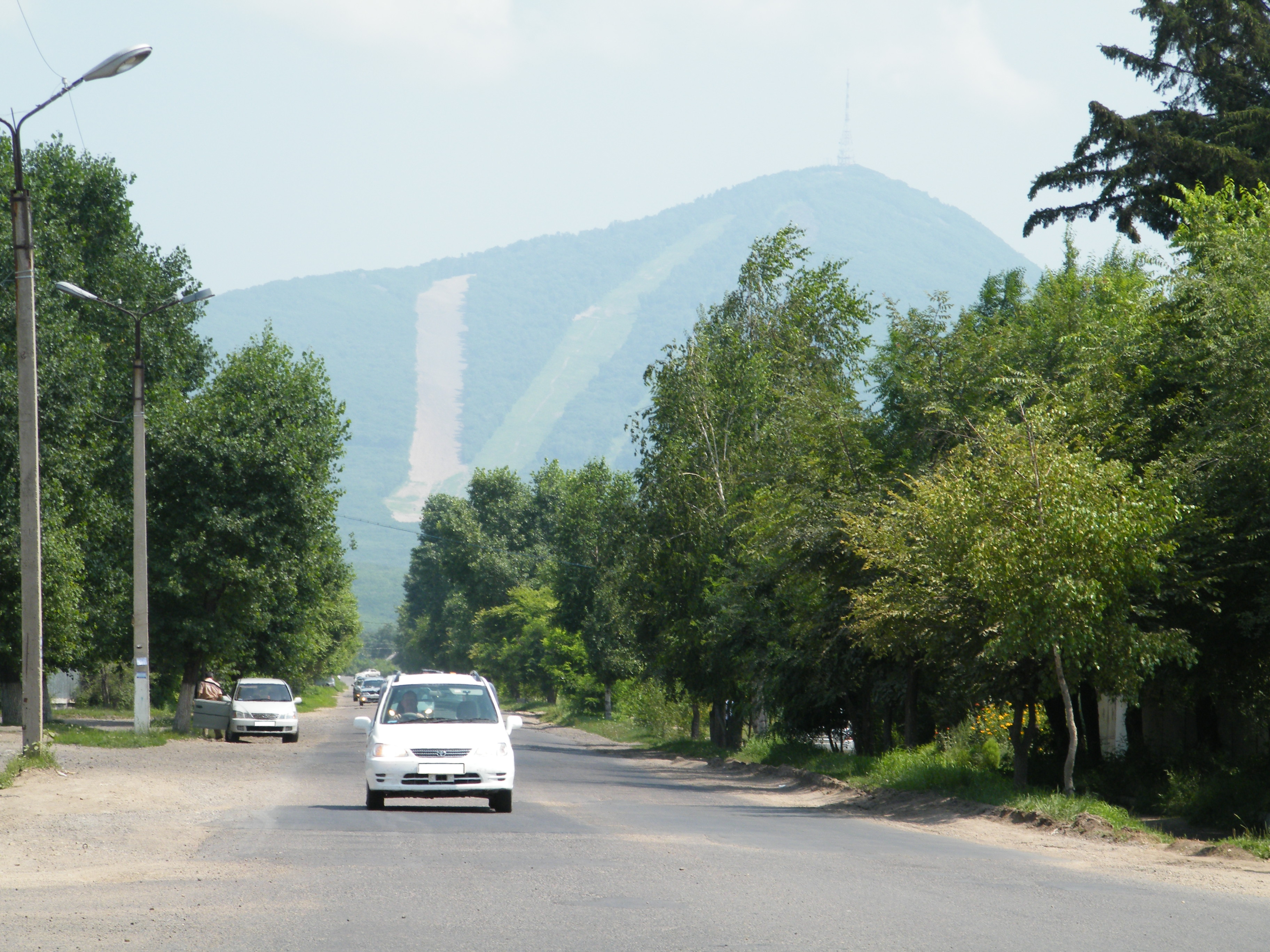
V pozadí sopka Obzornaja
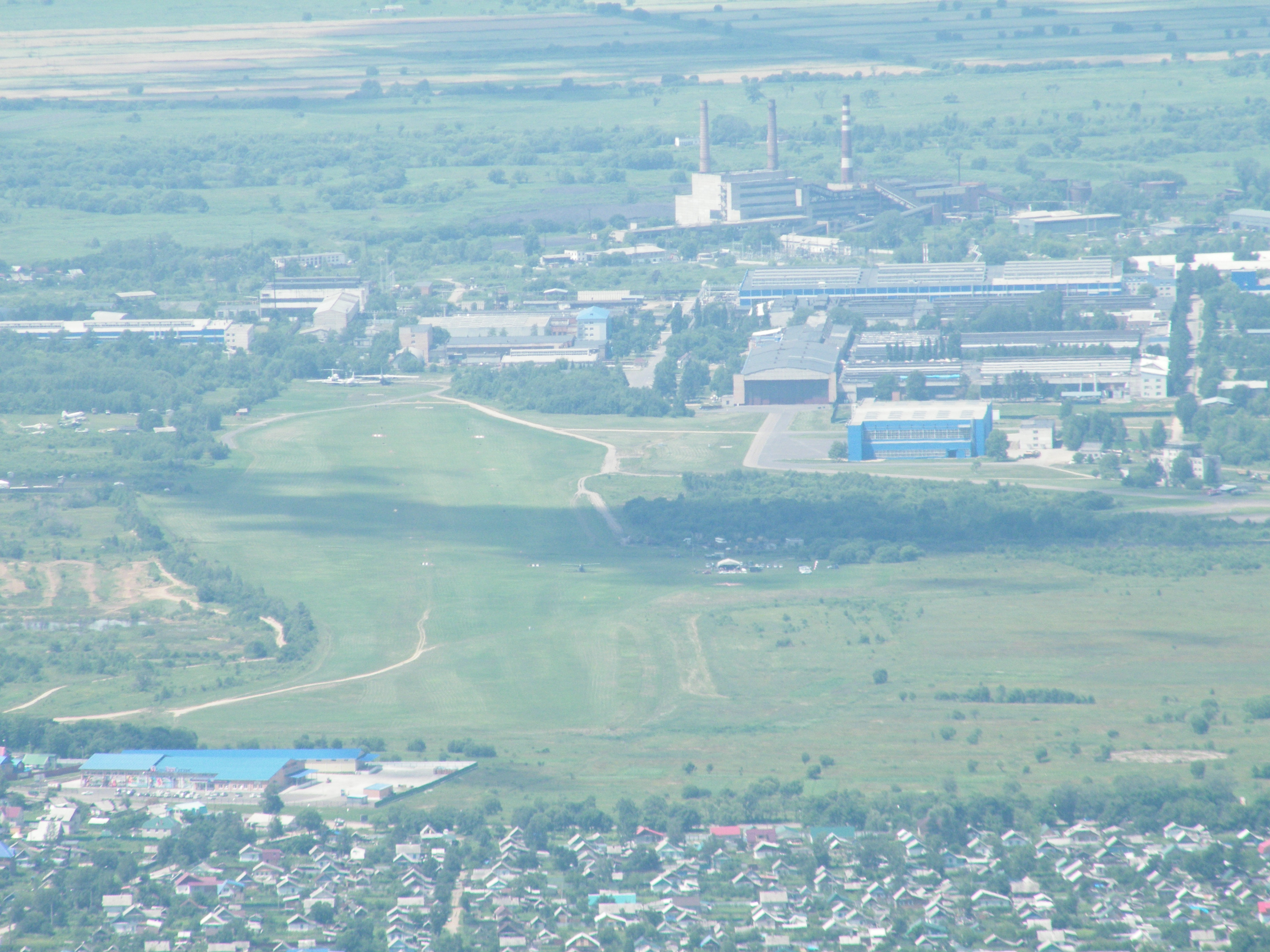
Aerodrom závodu Progress
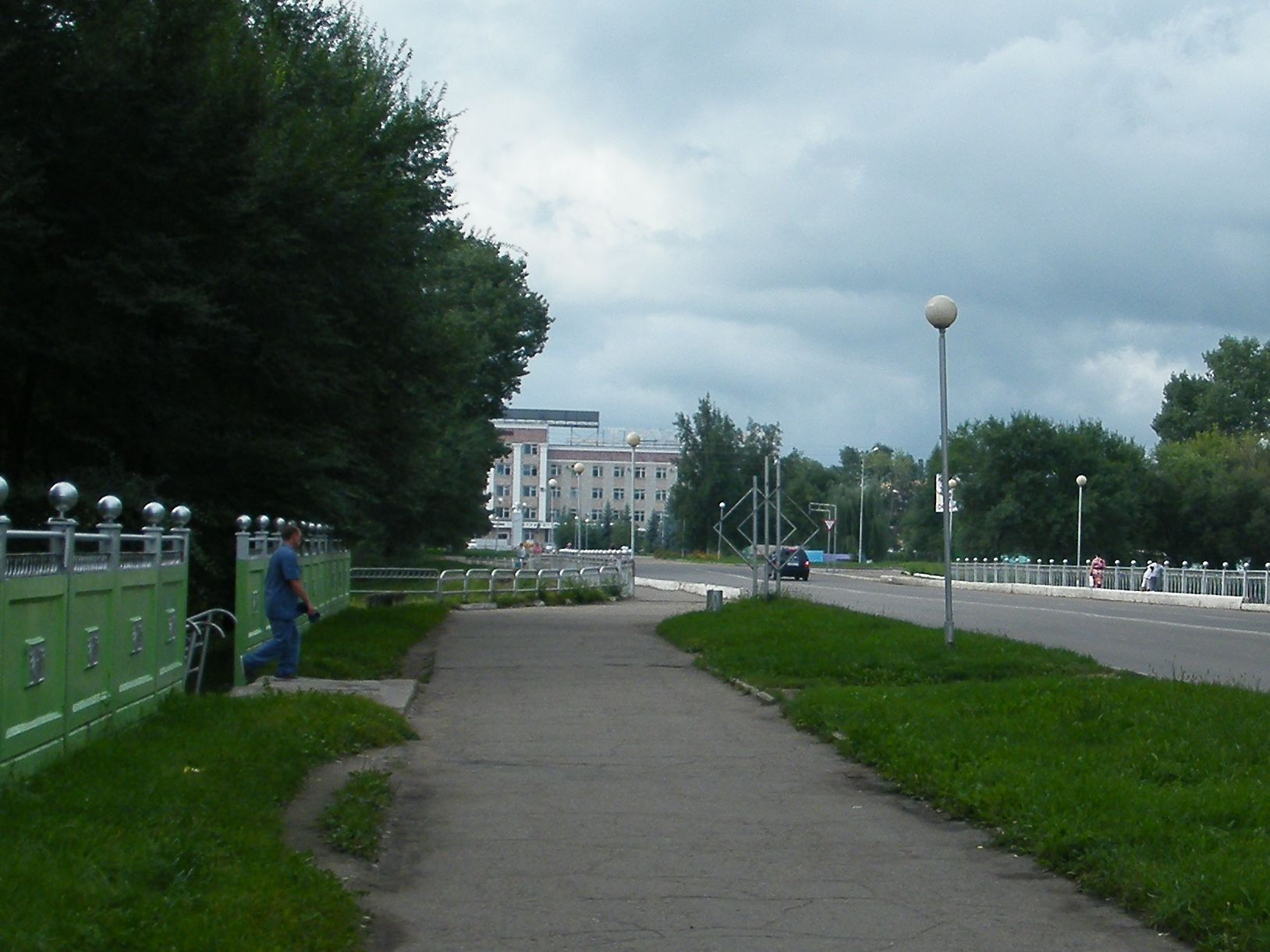
Závod Progress
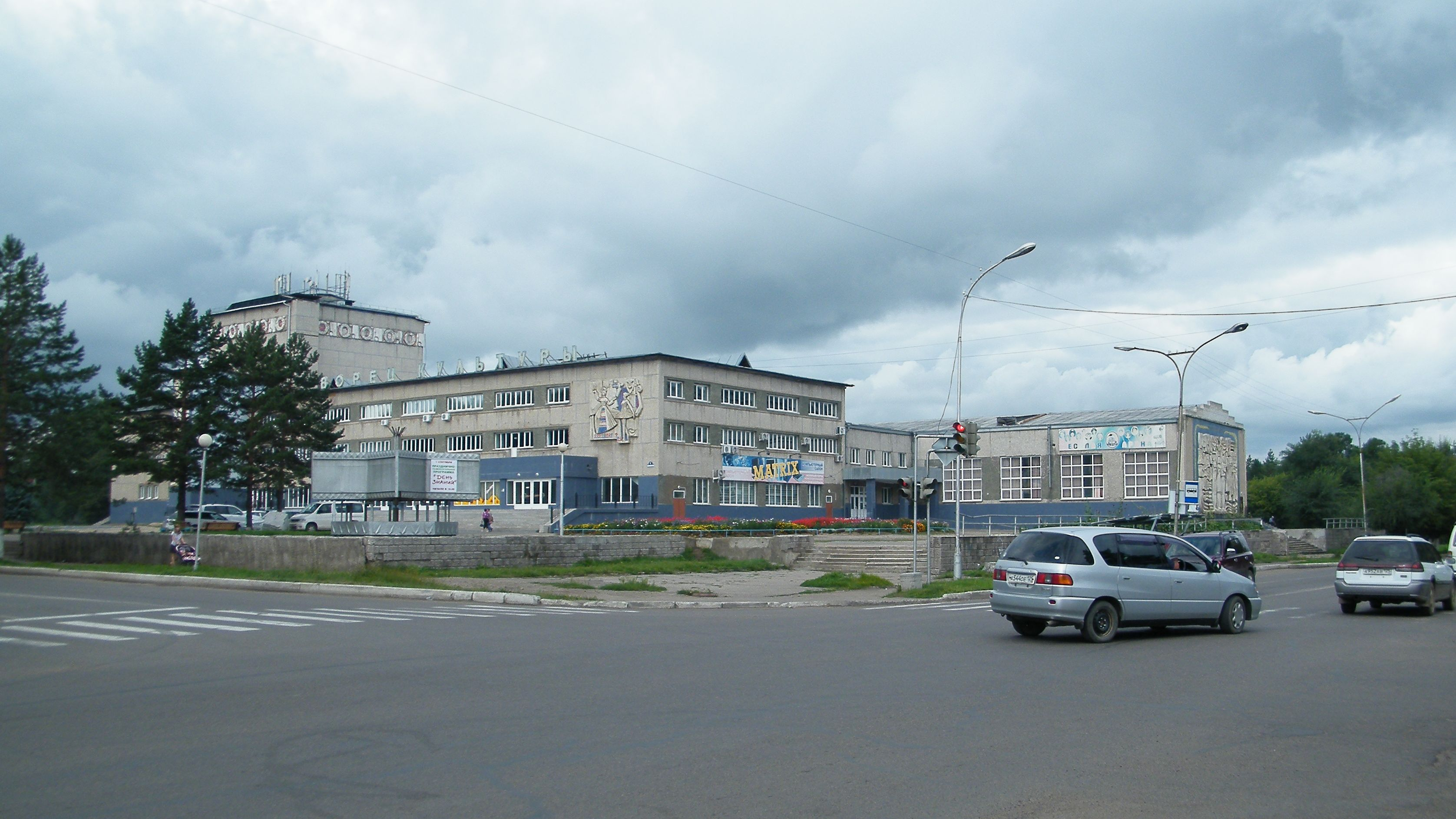
Kulturní dům závodu Progress
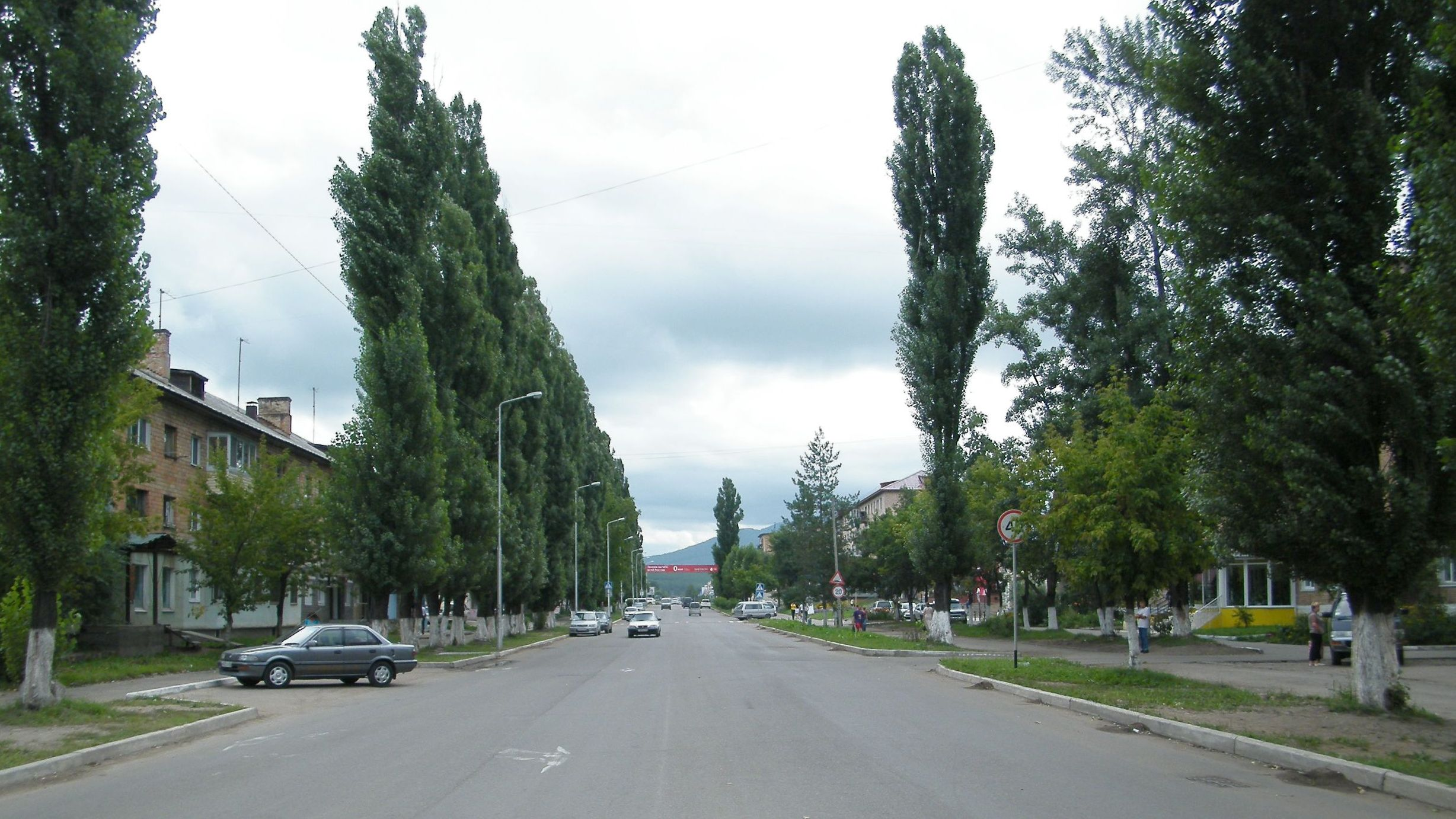
Městská ulice
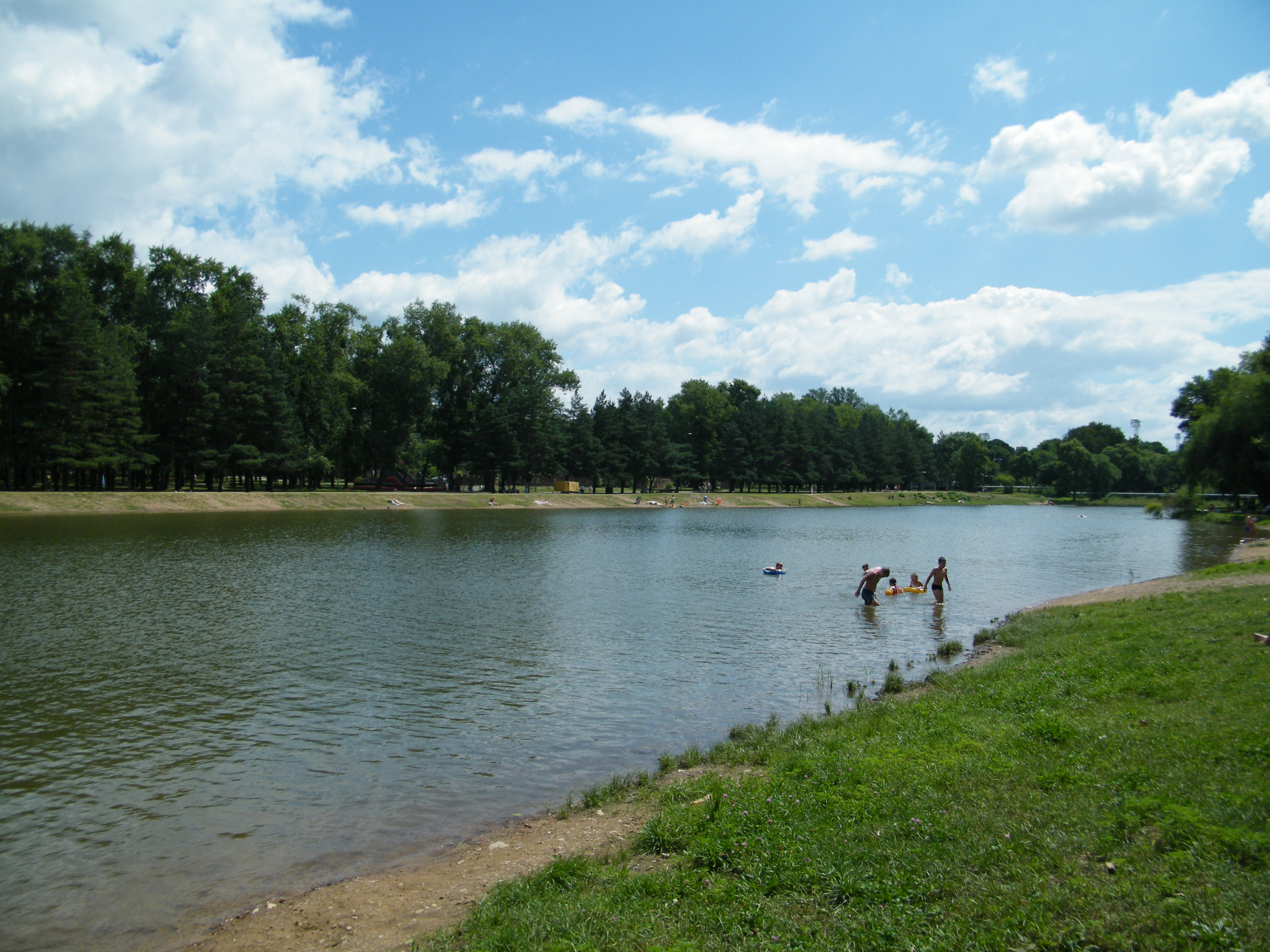
Městská pláž na řece Dačnaja
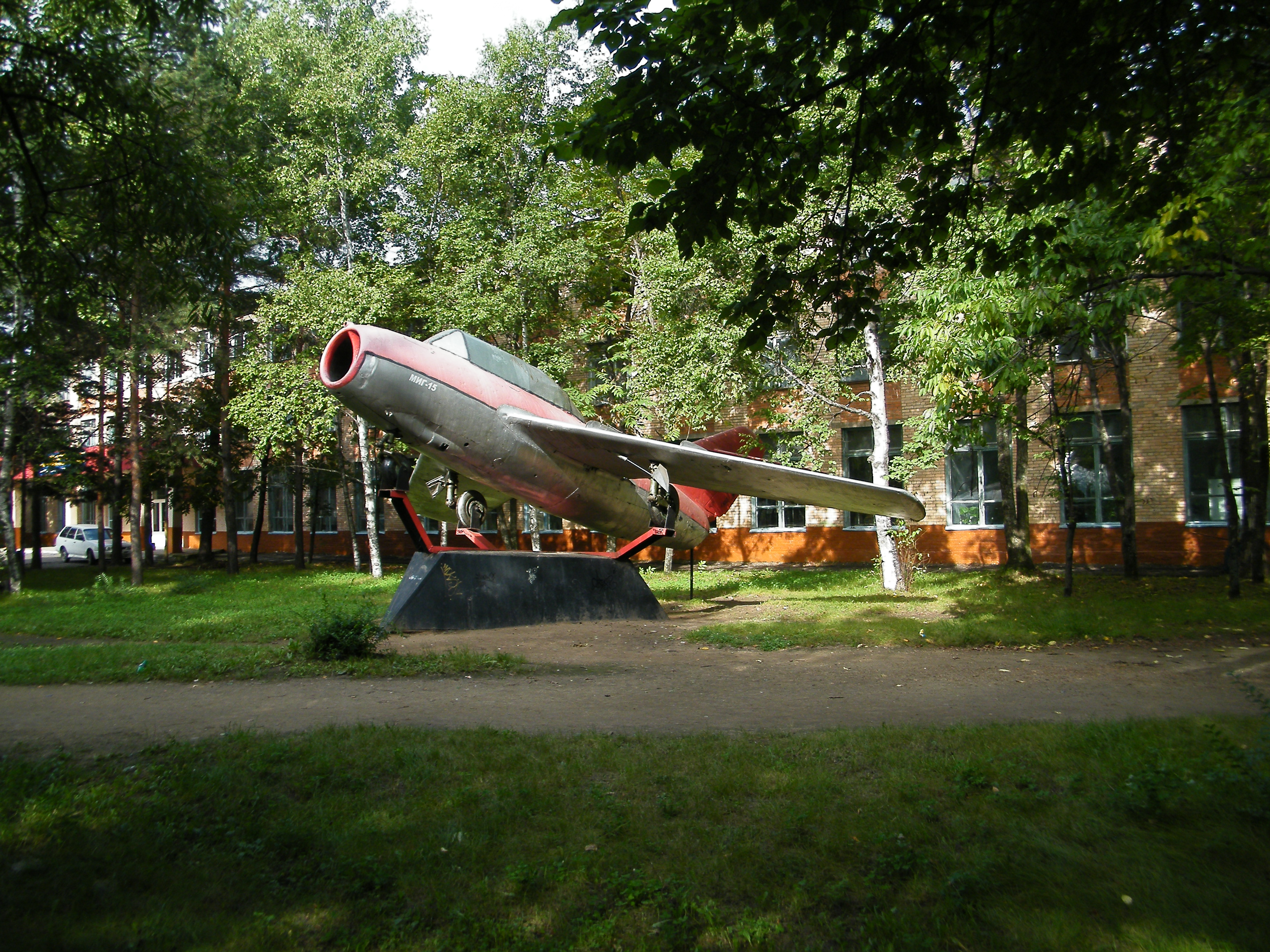
MiG-15 vedle střední letecké školy
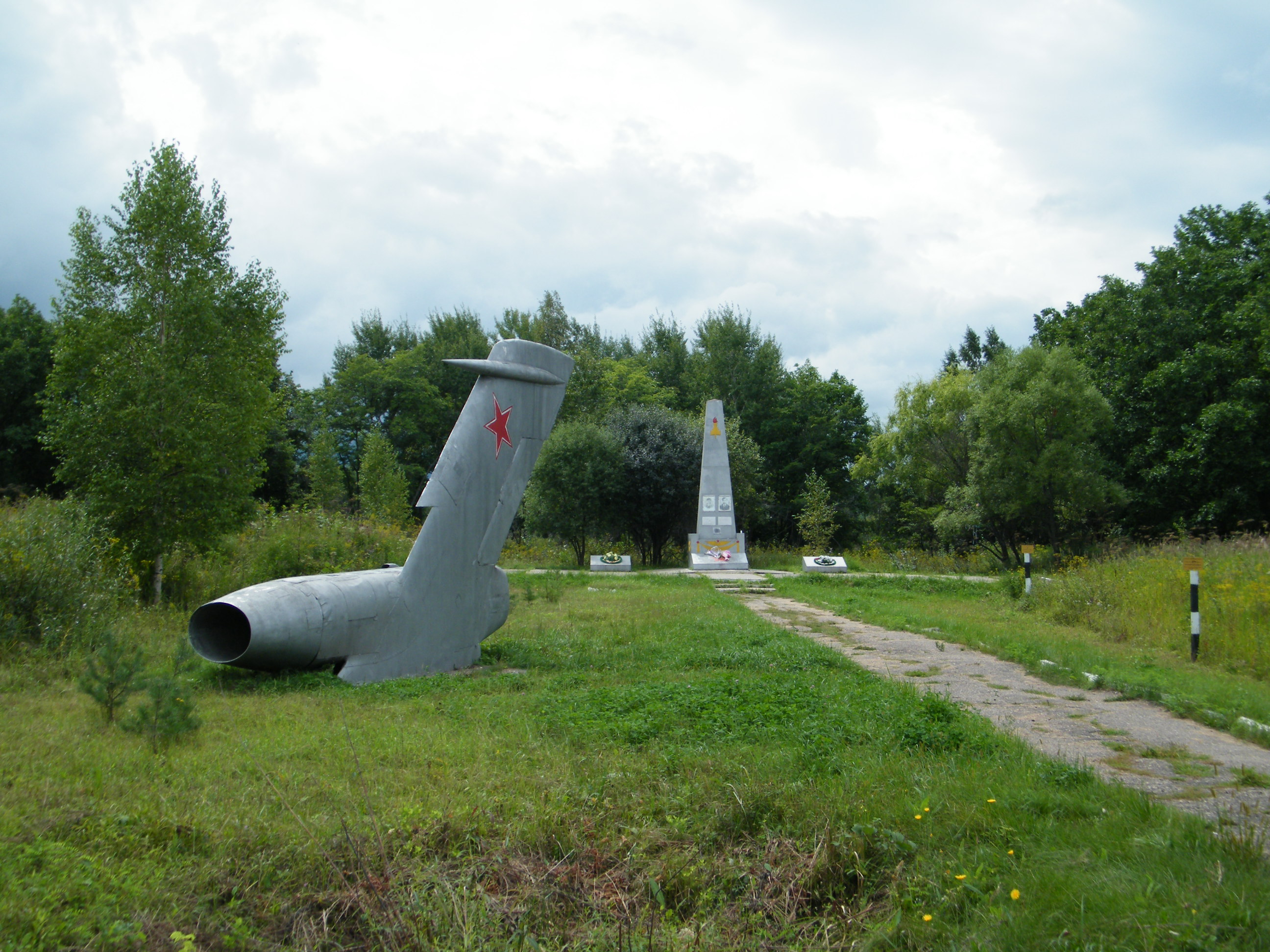
Památník havárie letadla Jakovlev Jak-28 roku 1981
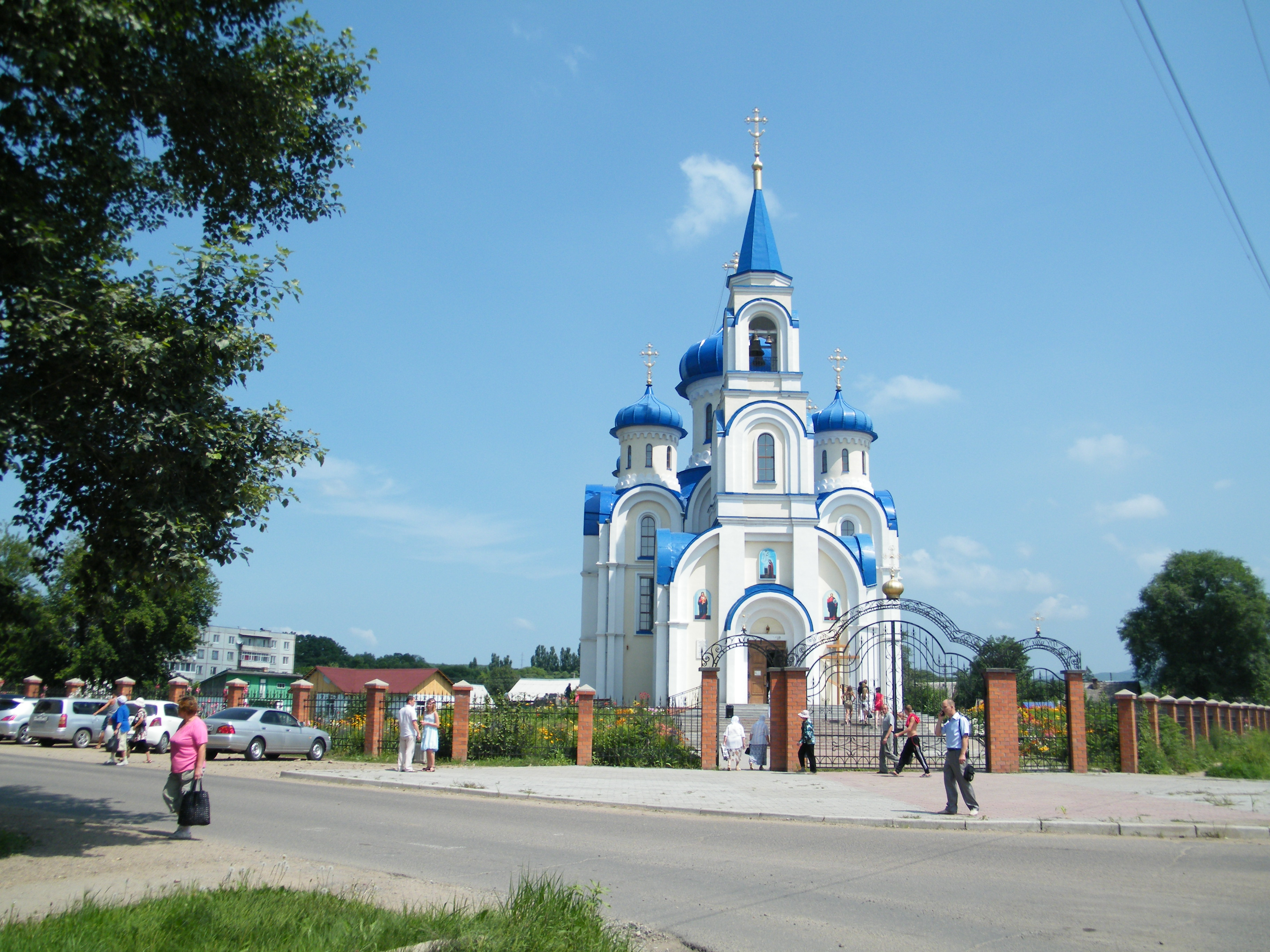
Blagovješčenský chrám
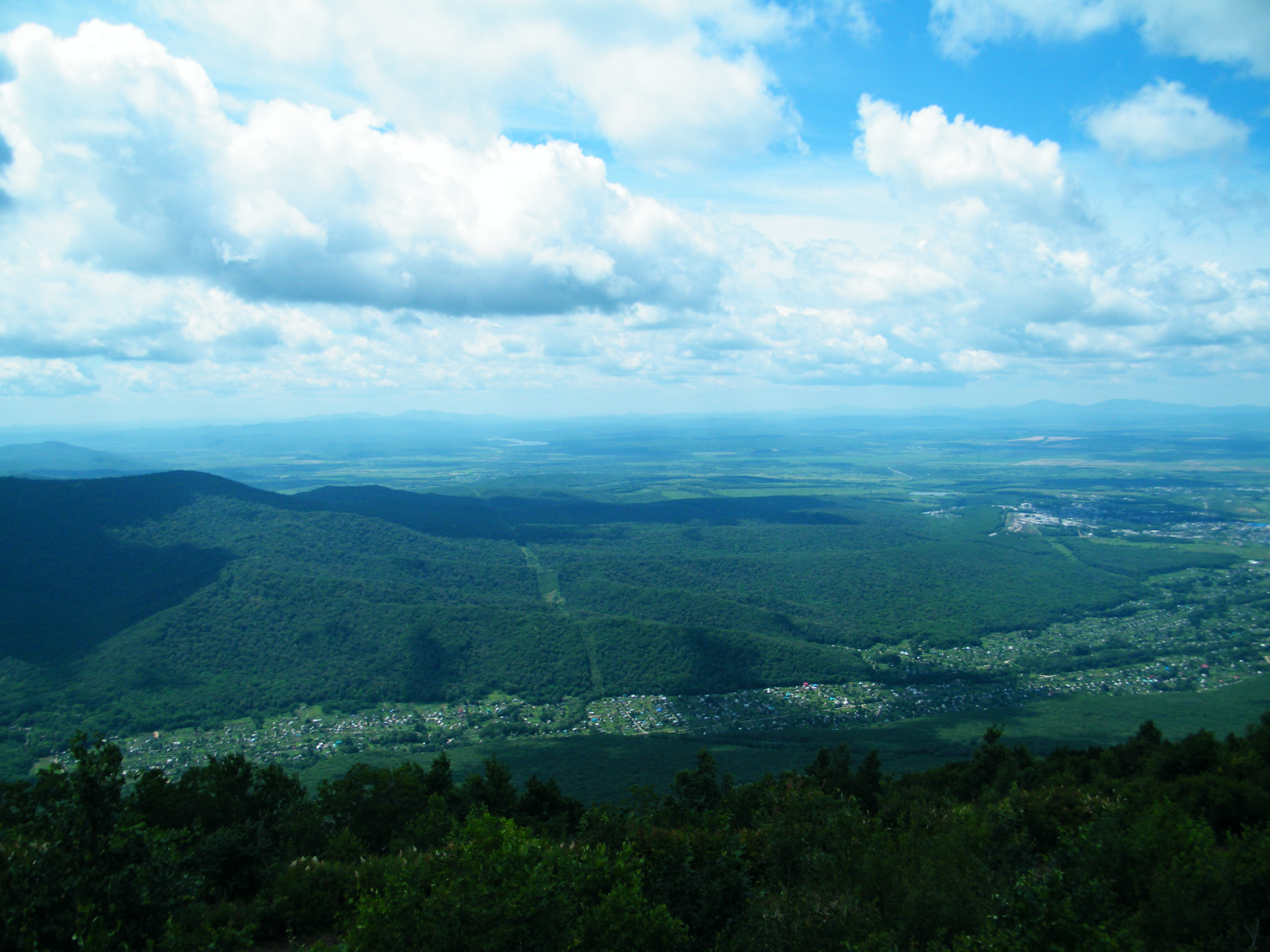
Chaty podél řeky Dačnaja (česky Chatová)